# Casa Gelociana
Casa Gelociana (em latim: Domus Gelotiana) foi uma residência do século I a.C. da Roma Antiga situada no sopé do Monte Palatino, com vista para o Circo Máximo. Ela teria sido adquirida pelo imperador Calígula (r. 37–41) e incorporada nos Palácios Imperiais. Seus restos foram encontrados por Giacomo Boni sob o larário do Palácio Augustano. Abaixo dela descobriu-se terracotas de duas casas mais antigas datadas respectivamente dos séculos III e V a.C..
O nível inferior da Casa Gelociana, acessível por uma escadaria e originalmente iluminada principalmente por nordeste, onde sob as fundações da plataforma do palácio há outros restos visíveis, consiste de algumas pequenas salas com pinturas de um período transicional entre o primeiro e segundo estilo pompeanos, no qual as colunas começam a aparecer e há uma tentativa de perspectiva. Os pavimentos são um mosaico simples. Numa delas descobriu-se uma luneta com relevos de estuque representando dois grifos. Restos dos pavimentos do nível superior são visíveis 1,8 metros abaixo do piso do larário. Em alguns deles há pavimentos de mármore sobre eles.